# Sainte-Colombe-sur-Loing
Sainte-Colombe-sur-Loing és un municipi francès, situat al departament del Yonne i a la regió de Borgonya - Franc Comtat. L'any 2007 tenia 188 habitants.

## Demografia

### Població
El 2007 la població de fet de Sainte-Colombe-sur-Loing era de 188 persones. Hi havia 89 famílies, de les quals 40 eren unipersonals (20 homes vivint sols i 20 dones vivint soles), 33 parelles sense fills i 16 parelles amb fills.
La població ha evolucionat segons el següent gràfic:
Habitants censats

### Habitatges
El 2007 hi havia 198 habitatges, 101 eren l'habitatge principal de la família, 74 eren segones residències i 23 estaven desocupats. 196 eren cases i 2 eren apartaments. Dels 101 habitatges principals, 92 estaven ocupats pels seus propietaris, 5 estaven llogats i ocupats pels llogaters i 3 estaven cedits a títol gratuït; 1 tenia una cambra, 6 en tenien dues, 12 en tenien tres, 32 en tenien quatre i 50 en tenien cinc o més. 98 habitatges disposaven pel capbaix d'una plaça de pàrquing. A 56 habitatges hi havia un automòbil i a 36 n'hi havia dos o més.

### Piràmide de població
La piràmide de població per edats i sexe el 2009 era:
| Homes | Edats   | Dones |
| ----- | ------- | ----- |
| 0     | 95 o +  | 0     |
| 0     | 90 a 94 | 0     |
| 0     | 85 a 89 | 8     |
| 4     | 80 a 84 | 0     |
| 12    | 75 a 79 | 16    |
| 16    | 70 a 74 | 16    |
| 8     | 65 a 69 | 0     |
| 0     | 60 a 64 | 8     |
| 0     | 55 a 59 | 12    |
| 20    | 50 a 54 | 12    |
| 8     | 45 a 49 | 4     |
| 4     | 40 a 44 | 0     |
| 8     | 35 a 39 | 8     |
| 4     | 30 a 34 | 0     |
| 0     | 25 a 29 | 0     |
| 0     | 20 a 24 | 8     |
| 0     | 15 a 19 | 8     |
| 0     | 10 a 14 | 4     |
| 8     | 5 a 9   | 8     |
| 0     | 0 a 4   | 0     |

## Economia
El 2007 la població en edat de treballar era de 108 persones, 70 eren actives i 38 eren inactives. De les 70 persones actives 67 estaven ocupades (38 homes i 29 dones) i 3 estaven aturades (2 homes i 1 dona). De les 38 persones inactives 27 estaven jubilades, 5 estaven estudiant i 6 estaven classificades com a «altres inactius».

### Ingressos
El 2009 a Sainte-Colombe-sur-Loing hi havia 98 unitats fiscals que integraven 182 persones, la mediana anual d'ingressos fiscals per persona era de 19.629 €.

### Activitats econòmiques
Dels 7 establiments que hi havia el 2007, 1 era d'una empresa de comerç i reparació d'automòbils, 1 d'una empresa d'hostatgeria i restauració, 2 d'empreses immobiliàries i 3 d'empreses de serveis.
Dels 2 establiments de servei als particulars que hi havia el 2009, 1 era un restaurant i 1 agència immobiliària.
L'any 2000 a Sainte-Colombe-sur-Loing hi havia 10 explotacions agrícoles.

## Poblacions més properes
El següent diagrama mostra les poblacions més properes.